# Heinz Jacob
Heinz Jacob (* 31. Mai 1929 in Löbau; † 1. Oktober 2020 in Dresden) war ein deutscher Prähistoriker, der am Landesmuseum für Vorgeschichte Dresden tätig war.

## Leben und Wirken
Heinz Jacob verfasste mit Harald Quietzsch das Standardwerk Die geschützten Bodendenkmale im Bezirk Dresden, das 1982 als Heft 2 der Kleinen Schriften des Landesmuseums für Vorgeschichte Dresden erschienen ist.
Er starb Anfang Oktober 2020 und wurde auf dem Trinitatisfriedhof Dresden beerdigt.

## Schriften (Auswahl)
- Alter Löbauer Befestigungsturm neu entdeckt. In: Kultur und Heimat. Löbau 1958, H. 7, S. 6–9.
- J. F. Hohlfeld. Lebensbild eines Löbauer Patrioten zu seinem 150. Geburtstag. In: Kultur und Heimat. Löbau. 1959, H. 2, S. 1–4.
- (Mitautor): Löbau, die Stadt am Berge. Rat der Stadt, Löbau 1959.
- (mit Hans Kaufmann): Älterlatènezeitliche Gräber vom Dresdener Stadtrand. In: Ausgrabungen und Funde. Akademie-Verlag Berlin, Bd. 23 (1978), 1, S. 26–31.
- (mit Harald Queitzsch): Die geschützten Bodendenkmale im Bezirk Dresden (Kleine Schriften des Landesmuseums für Vorgeschichte Dresden, Heft 2). Landesmuseum für Vorgeschichte, Dresden 1982.
- Die ur- und frühgeschichtliche Besiedlung zwischen Dresdener Elbtalweitung und Oberem Osterzgebirge. In: Arbeits- und Forschungsberichte zur sächsischen Bodendenkmalpflege 24/25, 1982, S. 25–138.
- (mit Thomas Gerlach): Ein bronzezeitlicher Hortfund von Radebeul, Kr. Dresden Land. In: Arbeits- und Forschungsberichte zur sächsischen Bodendenkmalpflege. Dresden, Bd. 31 (1987), S. 55–71.
- (mit Harald Quietzsch): Wichtige Neufunde der Jahre 1970-1976 aus den Bezirken Dresden, Karl-Marx-Stadt und Leipzig. In: Arbeits- und Forschungsberichte zur sächsischen Bodendenkmalpflege. Bd. 24/25 (1982), S. 417–460.
- Die frühgeschichtlichen Gräber von Sobrigau. In: Archäologische Feldforschungen in Sachsen (= AFsächsB, Beiheft 18), Berlin 1988, S. 408–411.
- Die vor- und frühgeschichtliche Besiedlung der Dresdner Landschaft bis zur Stadtwerdung : ein siedlungsgeographisch-archäologischer Überblick. In: Geschichte der Stadt Dresden. Teil 1: Von den Anfängen bis zum Ende des Dreißigjährigen Krieges. Theiss, Stuttgart 2005, S. 23–62.